# Merizocera galle
Espèce

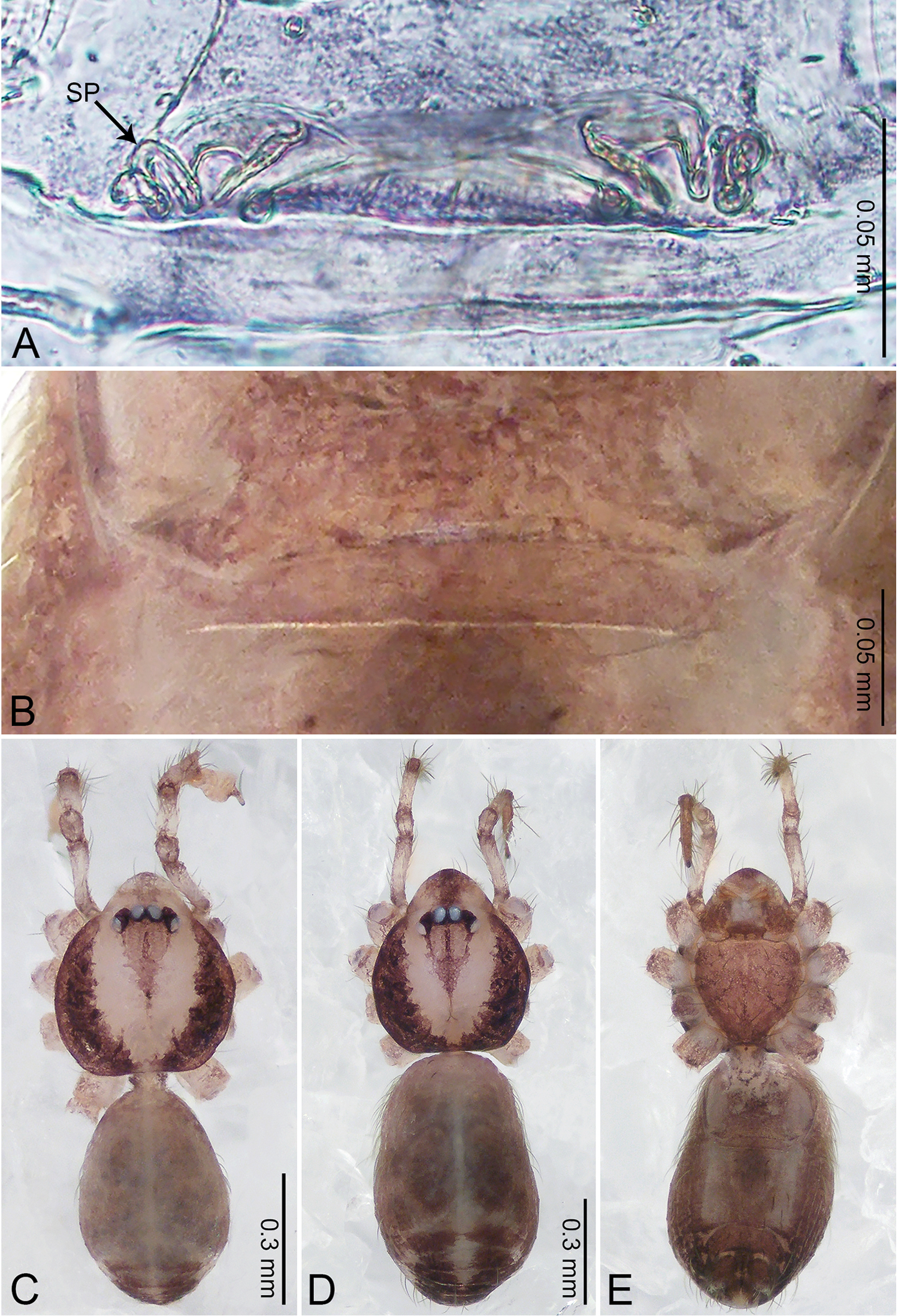
Merizocera galle, holotype mâle et paratype femelle.
A- Endogyne, vue dorsale
B- Zone épigastrique femelle, vue ventrale
C- Habitus mâle, vue dorsale
D- Habitus femelle, vue dorsale
E- Habitus femelle, vue ventrale.

Merizocera galle est une espèce d'araignées aranéomorphes de la famille des Psilodercidae.

## Distribution
Cette espèce est endémique du Sri Lanka. Elle se rencontre vers Galle.

## Description
Le mâle holotype mesure 1,00 mm et la femelle paratype 1,24 mm.

## Étymologie
Son nom d'espèce lui a été donné en référence au lieu de sa découverte, le district de Galle.

## Publication originale
- Chang, Yao & Li, 2020 : « Twenty-eight new species of the spider genus Merizocera Fage, 1912 (Araneae, Psilodercidae) from South and Southeast Asia. » ZooKeys, no 961, p. 41-118 (texte intégral).